# Deus Ex Machina (Lost)
Deus Ex Machina este un episod al serialului de televiziune Lost, sezonul 1.